# 豊川雄太
豊川 雄太（とよかわ ゆうた、1994年9月9日 - ）は、熊本県熊本市東区出身のプロサッカー選手。Jリーグ・RB大宮アルディージャ所属。ポジションはフォワード（ウイング）、ミッドフィールダー。
2018年にはKASオイペンの奇跡的な残留劇の立役者となった（後述）ほか、2022年には京都サンガF.C.のJ1残留に貢献した。

## 略歴

### クラブ
熊本ユナイテッドSC、 FCKマリーゴールドジュニアユース熊本を経て、2010年に熊本県立大津高等学校 に入学。

#### 鹿島アントラーズ
2013年、熊本県立大津高等学校から鹿島アントラーズに入団。2014年、Jリーグ開幕戦のヴァンフォーレ甲府戦で初先発初出場を果たした。2015年、9月9日の天皇杯2回戦にてFKのキッカーを務め、自身の誕生日を祝うゴールを決めた。

#### ファジアーノ岡山
2016年、出場機会を求めてファジアーノ岡山へレンタル移籍。シーズンを通じて主力としてプレーし、6位フィニッシュ&初のJ1昇格プレーオフ進出に貢献した。プレーオフでは一戦目の松本山雅FC戦で78分に途中出場すると、後半アディショナルタイムに味方のロングボールを頭で落とし赤嶺真吾の決勝ゴールをアシストした。決勝でセレッソ大阪に敗れたことでJ1昇格は成らなかったが、シーズンを通じての活躍が評価されレンタル期間が延長された。2017年限りで岡山を期限付き移籍期間満了により退団。

#### KASオイペン
2018年、ジュピラー・プロ・リーグ（ベルギー1部）のKASオイペンに完全移籍。2月17日、第27節のSVズルテ・ワレヘム戦で移籍後初出場を果たす。チームは、残留を争うメヘレンと勝ち点同じく得失点差1つの差の最下位で最終戦を迎えた。 チームは前半を0-0で終えるが、後半12分から途中出場した豊川がシーズン初得点を含むハットトリックと1アシストを記録し、4-0で勝利。後から試合の始まったメレヘンも2-0で勝利したが、オイペンが逆転して得失点差1で上回ることとなり、残留をつかみ取った。最終的にリーグ戦後のUEFAヨーロッパリーグ・プレーオフを含め、公式戦12試合7得点と結果を残した。6月6日、オイペンとの契約を2020年6月まで延長したことを発表した。
2018-19シーズン、レギュラーとしての地位を確保、第26節では同点ゴールを決めて1-1の引き分けに貢献、2年連続でチームの1部リーグ残留に貢献した。

#### セレッソ大阪
2020年シーズン、セレッソ大阪に完全移籍。第23節・横浜F・マリノス戦では途中出場から2得点を決めて1得点目が10月の月間ベストゴールに選出された。 その後大阪ダービーでのヘディング弾で3試合連続ゴールを決めるなど、トータルゾーン戦術を志向するロティーナ監督下では活躍を見せた。
翌シーズンは、レヴィー・クルピが監督に就任。5月の大阪ダービーで勝ち越しのチャンスのPKを外した事や、決定機でシュートが枠に入らなくなり、前年のような活躍はできなかった。

#### 京都サンガF.C.
2022年シーズン、京都サンガF.C.に完全移籍で加入した。ほとんど活躍がなかったが、負ければJ2降格となるシーズン最終戦のJ1昇格プレーオフのロアッソ熊本戦では、先制点をきめてJ1残留に貢献した。
2023年、第8節のガンバ大阪戦から3試合連続得点を決めた。リーグ戦3試合連続は自身にとって3年振り、クラブにとっては10人目の記録だった。自己最高記録タイのリーグ戦10得点を決めた。12月のJ1月間ベストゴール賞を受賞した(自身3年振り2度目)。
2024年、第5節にはJ通算200試合出場を達成し、スーパーゴールで花を添えた。6月26日から怪我とコンディション不良で3ヶ月間離脱した。9月13日に戦列復帰した。18日の天皇杯準々決勝で先制点を決め準決勝進出に貢献した。

### RB大宮アルディージャ
2024年12月29日、RB大宮アルディージャへの完全移籍が発表された。4月5日の第8節大分戦で移籍後初ゴールを記録。

### 代表
2015年3月27日のU-22日本代表の対U-22マカオ代表戦ではCKのキッカーを務め、ピンポイントのボールを送って遠藤航の先制点をアシストした。2016年、U-23日本代表の一員として挑んだAFC U-23選手権では準々決勝でU-23イラン代表と対戦し、途中出場から決勝ゴールを決める活躍で準決勝進出に貢献した。しかし、本大会に向けたメンバーでは18人のメンバーに入れず、悔しい経験となった。

## プレースタイル
得点を決めたときや勝利したときには、喜びを表情にしっかりと表現する。
技術やスピード、ゴール前でのアイディア、アグレッシブさ、リズムの良いドリブルなどが特徴のアタッカー。高校時代には九州プリンスリーグ得点王に輝いた実績があり、鹿島の椎本邦一スカウト担当は、その得点力の高さと運動量の豊富さを評価したという。トップ下でのプレーを得意とし、鹿島では主に左サイドハーフでプレーした。攻撃的なポジションであればどこでもプレーできるという。また、キックの精度も高くセットプレーも任せられる。
2020年にセレッソ大阪で共闘した柿谷曜一朗から習ったことで足下の技術が向上した。具体的なことは「企業秘密」として明かさなかった。
2023年現在、所属チームの1部リーグ残留を決める得点を3度決めている（2017-18シーズン、2018-19シーズン、2022年）。

## 所属クラブ
- 熊本ユナイテッドSC
- FCKマリーゴールドジュニアユース熊本
- 2010年 - 2012年 熊本県立大津高等学校
- 2013年 - 2017年 鹿島アントラーズ
  - 2014年 - 2015年 Jリーグ・アンダー22選抜
  - 2016年 - 2017年 ファジアーノ岡山FC（期限付き移籍）
- 2018年 - 2019年 KASオイペン
- 2020年 - 2021年 セレッソ大阪
- 2022年 - 2024年 京都サンガF.C.
- 2025年 - RB大宮アルディージャ

## 個人成績
| 国内大会個人成績 | 国内大会個人成績 | 国内大会個人成績 | 国内大会個人成績 | 国内大会個人成績 | 国内大会個人成績 | 国内大会個人成績 | 国内大会個人成績 | 国内大会個人成績 | 国内大会個人成績 | 国内大会個人成績 | 国内大会個人成績 |
| 年度             | クラブ           | 背番号           | リーグ           | リーグ戦         | リーグ戦         | リーグ杯         | リーグ杯         | オープン杯       | オープン杯       | 期間通算         | 期間通算         |
| 年度             | クラブ           | 背番号           | リーグ           | 出場             | 得点             | 出場             | 得点             | 出場             | 得点             | 出場             | 得点             |
| 日本             | 日本             | 日本             | 日本             | リーグ戦         | リーグ戦         | リーグ杯         | リーグ杯         | 天皇杯           | 天皇杯           | 期間通算         | 期間通算         |
| ---------------- | ---------------- | ---------------- | ---------------- | ---------------- | ---------------- | ---------------- | ---------------- | ---------------- | ---------------- | ---------------- | ---------------- |
| 2012             | 熊本大津高       | 10               | -                | -                | -                | -                | -                | 1                | 0                | 1                | 0                |
| 2013             | 鹿島             | 19               | J1               | 0                | 0                | 0                | 0                | 0                | 0                | 0                | 0                |
| 2014             | 鹿島             | 19               | J1               | 17               | 2                | 3                | 0                | 0                | 0                | 20               | 2                |
| 2015             | 鹿島             | 19               | J1               | 6                | 0                | 1                | 0                | 2                | 1                | 9                | 1                |
| 2016             | 岡山             | 30               | J2               | 38               | 10               | -                | -                | 3                | 2                | 41               | 12               |
| 2017             | 岡山             | 30               | J2               | 35               | 8                | -                | -                | 1                | 0                | 36               | 8                |
| ベルギー         | ベルギー         | ベルギー         | ベルギー         | リーグ戦         | リーグ戦         | リーグ杯         | リーグ杯         | ベルギー杯       | ベルギー杯       | 期間通算         | 期間通算         |
| 2017-18          | KASオイペン      | 20               | ジュピラー       | 4                | 3                | -                | -                | 0                | 0                | 4                | 3                |
| 2018-19          | KASオイペン      | 20               | ジュピラー       | 28               | 7                | -                | -                | 0                | 0                | 28               | 7                |
| 2019-20          | KASオイペン      | 20               | ジュピラー       | 16               | 1                | -                | -                | 1                | 0                | 17               | 1                |
| 日本             | 日本             | 日本             | 日本             | リーグ戦         | リーグ戦         | リーグ杯         | リーグ杯         | 天皇杯           | 天皇杯           | 期間通算         | 期間通算         |
| 2020             | C大阪            | 32               | J1               | 21               | 5                | 2                | 1                | -                | -                | 23               | 6                |
| 2021             | C大阪            | 32               | J1               | 24               | 1                | 1                | 0                | 3                | 0                | 28               | 1                |
| 2022             | 京都             | 23               | J1               | 22               | 2                | 6                | 1                | 3                | 1                | 31               | 4                |
| 2023             | 京都             | 23               | J1               | 27               | 10               | 3                | 0                | 0                | 0                | 30               | 10               |
| 2024             | 京都             | 23               | J1               | 25               | 4                | 0                | 0                | 3                | 1                | 28               | 5                |
| 2025             | 大宮             | 10               | J2               |                  |                  | 0                | 0                | 0                | 0                |                  |                  |
| 通算             | 日本             | 日本             | J1               | 142              | 24               | 16               | 2                | 11               | 3                | 169              | 29               |
| 通算             | 日本             | 日本             | J2               | 73               | 18               | -                | -                | 4                | 2                | 77               | 20               |
| 通算             | 日本             | 日本             | 他               | -                | -                | -                | -                | 1                | 0                | 1                | 0                |
| 通算             | ベルギー         | ベルギー         | ジュピラー       | 48               | 11               | -                | -                | 1                | 0                | 49               | 11               |
| 総通算           | 総通算           | 総通算           | 総通算           | 263              | 53               | 16               | 2                | 17               | 5                | 296              | 60               |

| 国際大会個人成績 | 国際大会個人成績 | 国際大会個人成績 | 国際大会個人成績 | 国際大会個人成績 |
| 年度             | クラブ           | 背番号           | 出場             | 得点             |
| AFC              | AFC              | AFC              | ACL              | ACL              |
| ---------------- | ---------------- | ---------------- | ---------------- | ---------------- |
| 2015             | 鹿島             | 19               | 0                | 0                |
| 通算             | AFC              | AFC              | 0                | 0                |

その他の公式戦
| 2014   | J-22   | -      | J3     | 2 | 1 | 2 | 1 |
| 2015   | J-22   | -      | J3     | 3 | 0 | 3 | 0 |
| 通算   | 日本   | 日本   | J3     | 5 | 1 | 5 | 1 |
| 総通算 | 総通算 | 総通算 | 総通算 | 5 | 1 | 5 | 1 |

- 2016年
  - J1昇格プレーオフ：2試合0得点
- 2018年
  - ベルギーリーグ・UEFAヨーロッパリーグ プレーオフ：8試合4得点
- 2019年
  - ベルギーリーグ・UEFAヨーロッパリーグ プレーオフ：10試合2得点

出場歴
- Jリーグ初出場 - 2014年3月1日 J1第1節 ヴァンフォーレ甲府戦（国立競技場）
- Jリーグ初得点 - 2014年3月15日 J1第3節 サガン鳥栖戦（ベストアメニティスタジアム）

## タイトル

### クラブ
鹿島アントラーズ
- ヤマザキナビスコカップ：1回（2015年）
- スルガ銀行チャンピオンシップ：1回（2013年）

### J1月間ベストゴール
2020年10月、2023年12月

### 代表
U-23日本代表
- AFC U-23選手権（2016年）

## 代表歴
- U-19日本代表（2013年）
- U-21日本代表（2014年）
- U-22日本代表
  - 2015年 AFC U-23選手権予選（2試合出場1得点）
- U-23日本代表
  - 2016年 AFC U-23選手権 (優勝) (5試合出場1得点)
  - 2016年 キリンチャレンジカップ[26]